# Fairfax (Caroline du Sud)
Pour les articles homonymes, voir Fairfax.
Fairfax est une ville située dans le comté d'Allendale, dans l’État de Caroline du Sud, aux États-Unis. Lors du recensement de 2020, elle comptait 1 505 habitants.